# Meme Ted Cruz–Zodiac Killer
Meme Ted Cruz–Zodiac Killer là một loạt các meme trên Internet xuất hiện vào năm 2013 và trở nên phổ biến vào năm 2015. Theo một thuyết âm mưu hài hước, meme cho rằng Ted Cruz, một thượng nghị sĩ Hoa Kỳ và ứng cử viên tổng thống Hoa Kỳ năm 2016, chính là Zodiac Killer, một sát nhân hàng loạt chưa xác định danh tính, hoạt động vào cuối những năm 1960 và đầu những năm 1970. Cruz không thể nào là Zodiac Killer, vì các vụ án mạng bắt đầu trước khi ông chào đời. Những người phát tán meme không thực sự tin rằng Cruz là Zodiac Killer, với lý do là tiền đề của nó vô lý; NPR viết rằng meme đã nắm bắt được "cảm giác mà họ có về Cruz: họ nghĩ ông đáng sợ. Và họ muốn chỉ ra điều đó, rõ ràng nhất có thể."

## Trong văn hóa đại chúng

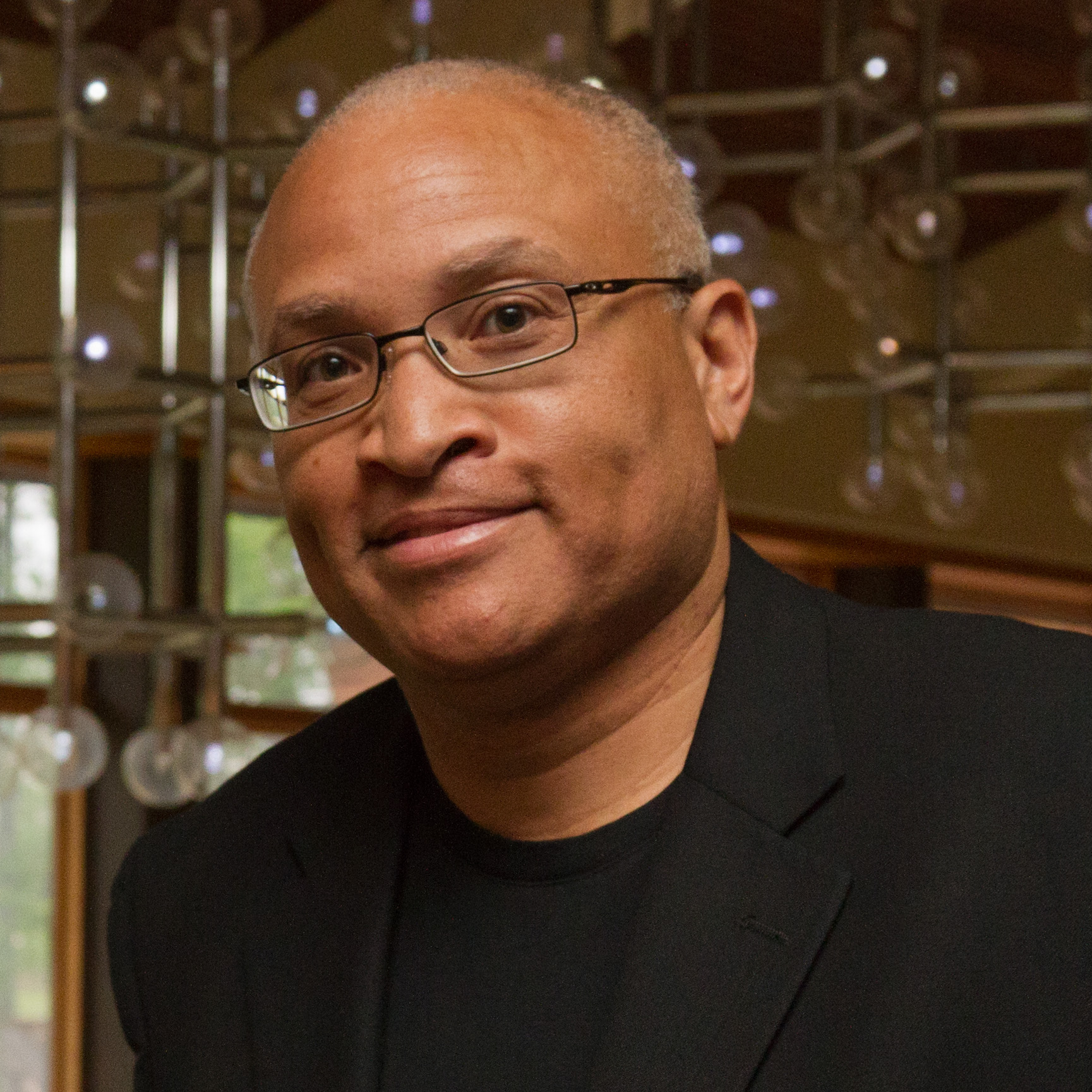
Diễn viên hài Larry Wilmore đã đùa rằng Cruz là Sát thủ Zodiac tại Bữa tối của các phóng viên Nhà Trắng vào tháng 4 năm 2016.